# Hjördis Gille
Anna Hjördis Viktoria Josefina Gille, född Schörling 14 september 1881 i Ekenäs, Finland, död 21 oktober 1961 i Sorunda, var en svensk skådespelare.
Hon började som skådespelare i sin fars, teaterdirektör Alfred Schörlings, resande teatersällskap. De turnerade i Sverige, Norge och Finland. Därefter tillhörde hon under hela sin teaterbana olika resande sällskap, som Axel Hultmans och Ivan Hedqvists. Hon var även med på Karl Gerhards och Gustav Wallys turnéer. Gille debuterade på film 1920 i Ivan Hedqvists Carolina Rediviva och kom att medverka i 25 filmproduktioner.
Hon var gift första gången med Yngve Gille, andra gången 1914–1924 med skådespelaren Knut Schärlund  och mor till barnskådespelaren Aino Schärlund-Gille. Hjördis Gille är begravd på Sollentuna kyrkogård.

## Filmografi
- 1920 – Carolina Rediviva
- 1925 – Ingmarsarvet
- 1934 – Flickorna från Gamla sta'n
- 1935 – Äktenskapsleken
- 1935 – Ebberöds bank
- 1935 – Flickornas Alfred
- 1936 – Släkten är värst
- 1937 – Pensionat Paradiset
- 1938 – Med folket för fosterlandet
- 1938 – Vingar kring fyren
- 1939 – Melodin från Gamla Stan
- 1939 – Hennes lilla Majestät
- 1940 – Juninatten
- 1940 – Snurriga familjen
- 1942 – Jacobs stege
- 1943 – I mörkaste Småland
- 1943 – Katrina
- 1944 – Flickan och Djävulen
- 1945 – Gomorron Bill!
- 1945 – Rattens musketörer
- 1945 – Idel ädel adel
- 1946 – Kris
- 1946 – Saltstänk och krutgubbar
- 1948 – Marknadsafton
- 1949 – Sven Tusan